# Deinvillers
Deinvillers es una comuna francesa del departamento de Vosgos, ubicado en la región de Gran Este.

## Demografía
| 88 | 81 | 66 | 51 | 48 | 54 | 56 |
| Para los censos de 1962 a 1999 la población legal corresponde a la población sin duplicidades (Fuente: INSEE [Consultar]) |    |    |    |    |    |    |